# Dulce de leche
A dulce de leche latin-amerikai gasztronómiai specialitás: nádcukorral készült karamellizált tejkrém, amelyet különféle édességek (pl. az alfajor teasütemény, flan, habcsók stb.) készítésére, illetve ízesítésére használnak. Latin-Amerikán kívül az Egyesült Államokban, Portugáliában, Spanyolországban és Franciaországban is ismerik. Íze hasonló a nálunk is ismert tejkaramellához, állaga következtében azonban kenhető.

## Elnevezései
- Dulce de leche: Argentína, Bolívia, Közép-Amerika, Spanyolország, Paraguay, Puerto Rico, Dominikai Köztársaság, Uruguay és  Kolumbia egyes vidékei.
- Arequipe: Kolumbia, Venezuela, Guatemala
- Bollo de leche vagy dulce de leche: Nicaragua (a teljes szilárd állagú változatot a félreértés elkerülése érdekében "cajeta de leche" néven ismerik)
- Cajeta: Mexikó (ha kecsketejből készül, tehéntej esetén szintén dulce de leche)
- Fanguito: Kuba.
- Manjar: Chile,  Ecuador.
- Manjar blanco vagy manjarblanco: Bolívia, Kolumbia, Ecuador, Panama és Peru.
- Confiture de lait (francia nyelven): Franciaország.
- Doce de leite (portugál nyelven) Brazília és Portugália.
- Milk caramel : USA

## Galéria

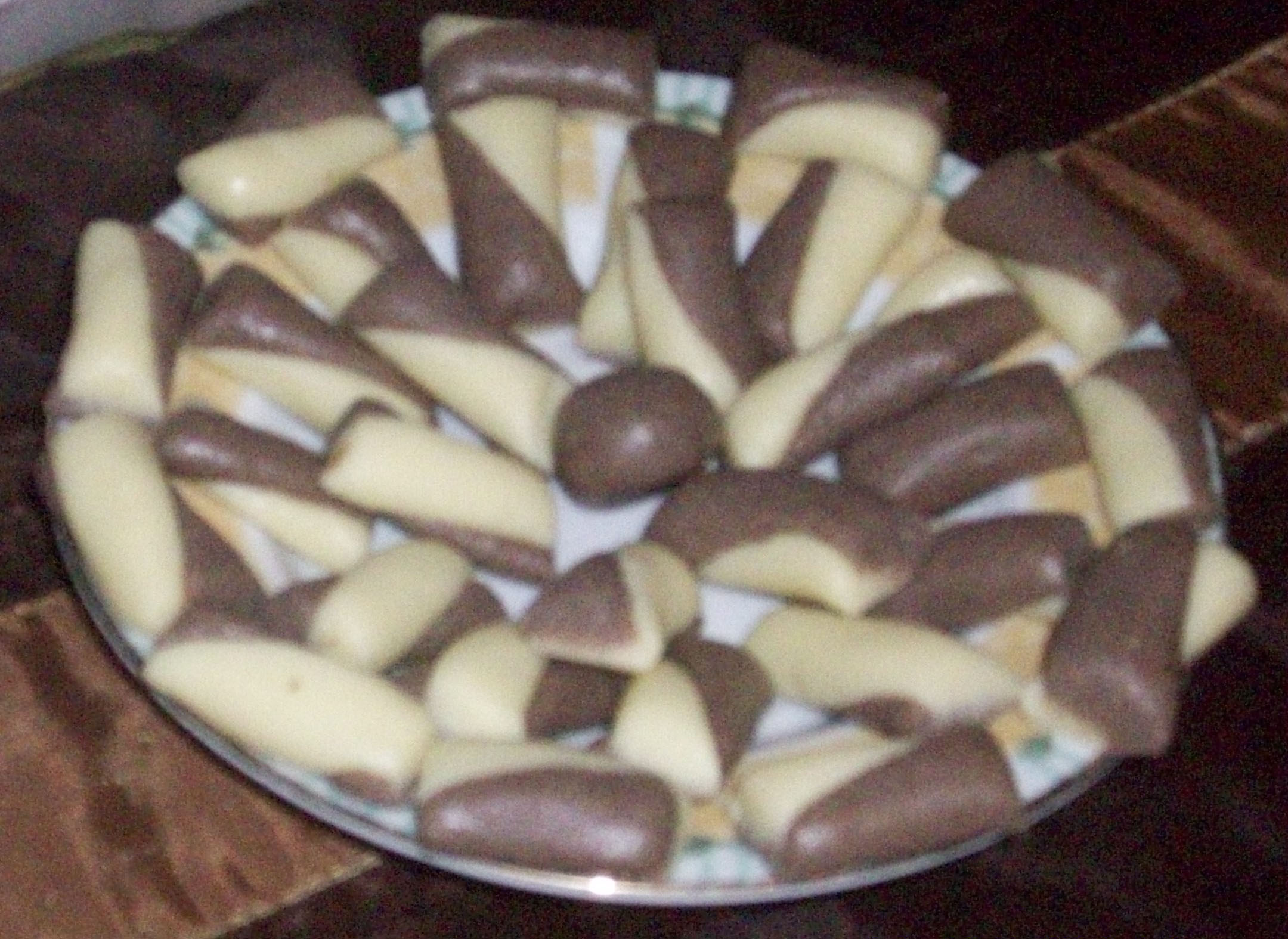
Hagyományos csokoládés dulce de leche
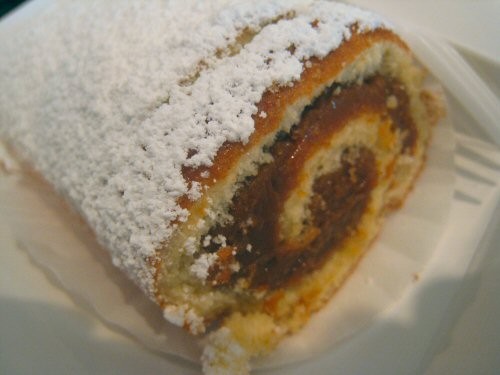
Tekercs dulce de leche töltelékkel
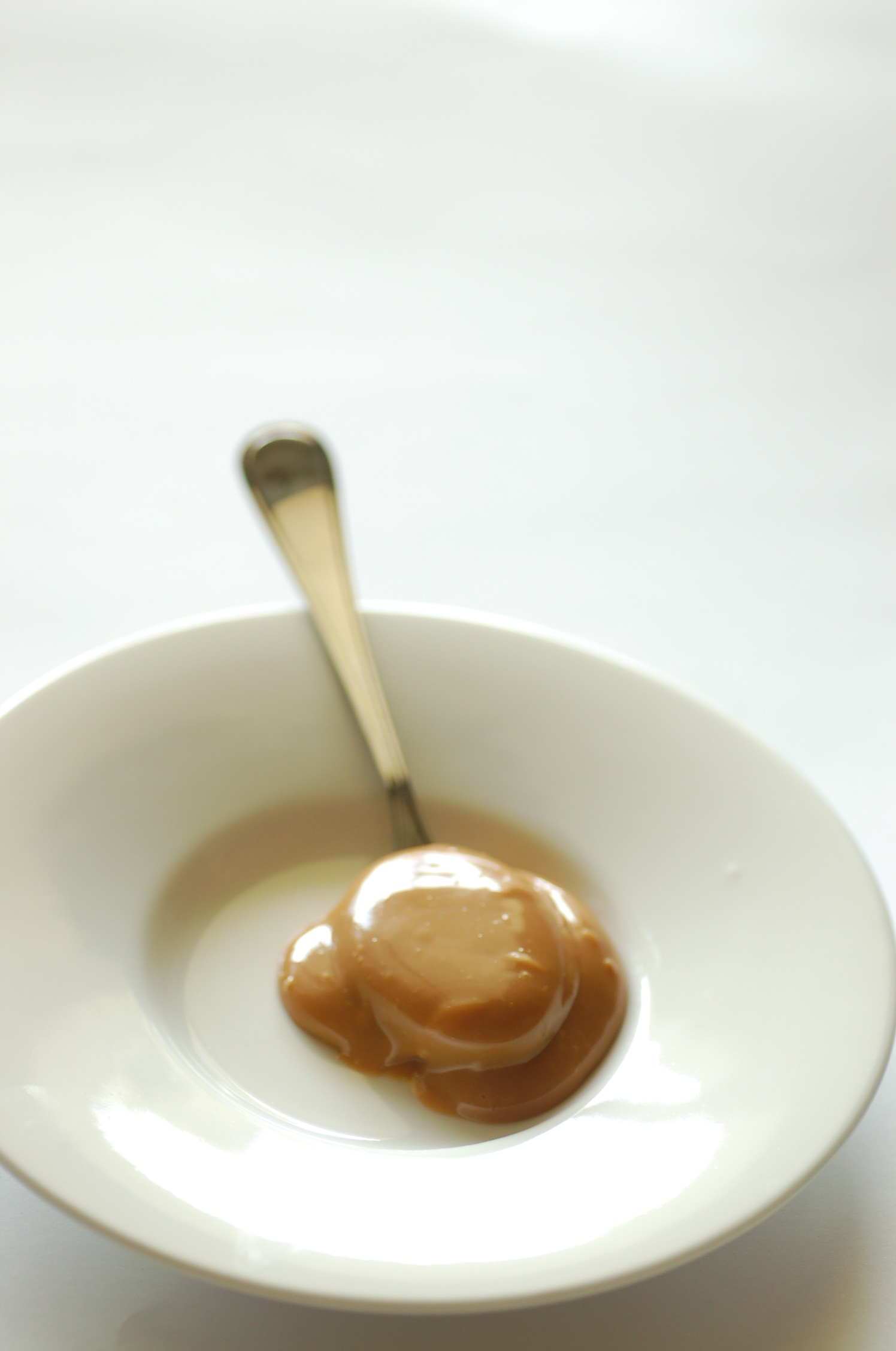
Egy kanálnyi dulce de leche
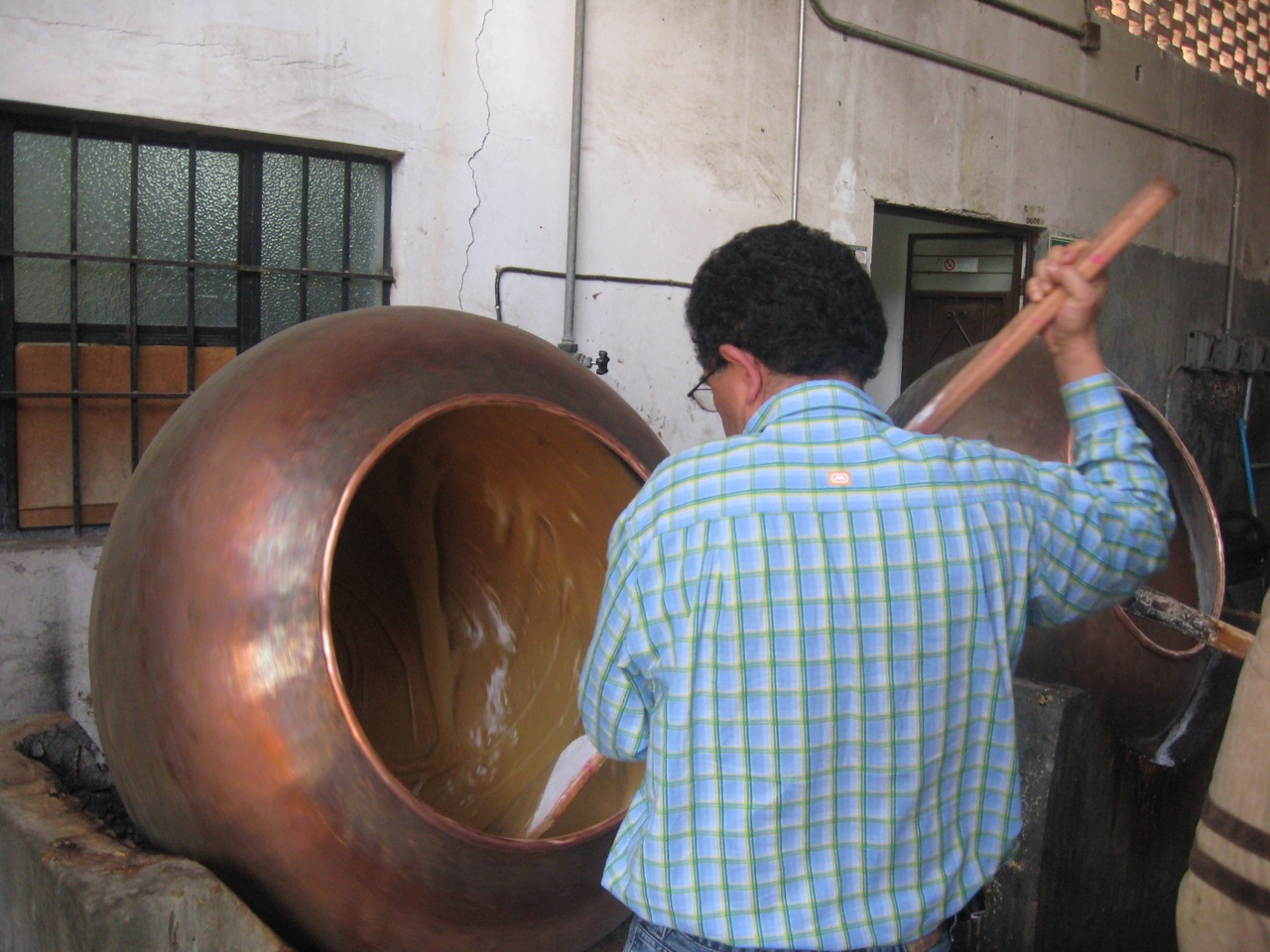
Dulce de leche készítése
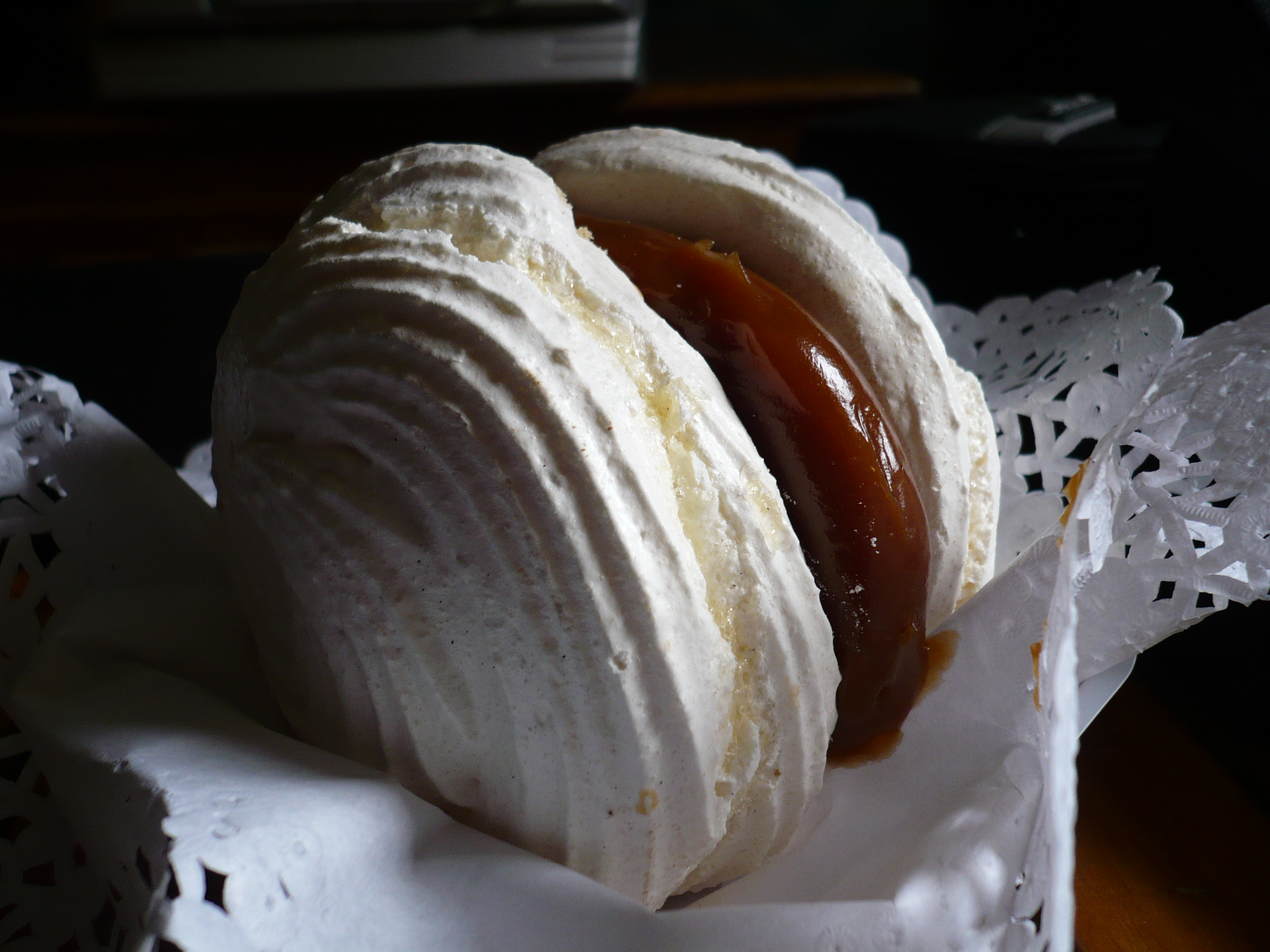
Dulce de leche ízesítésű habcsók
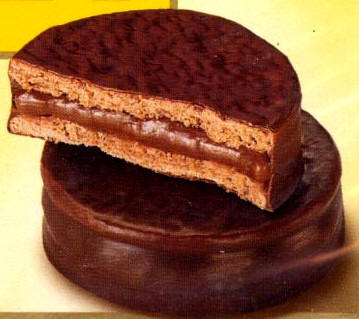
Alfajor csokoládé és dulce de leche ízesítéssel
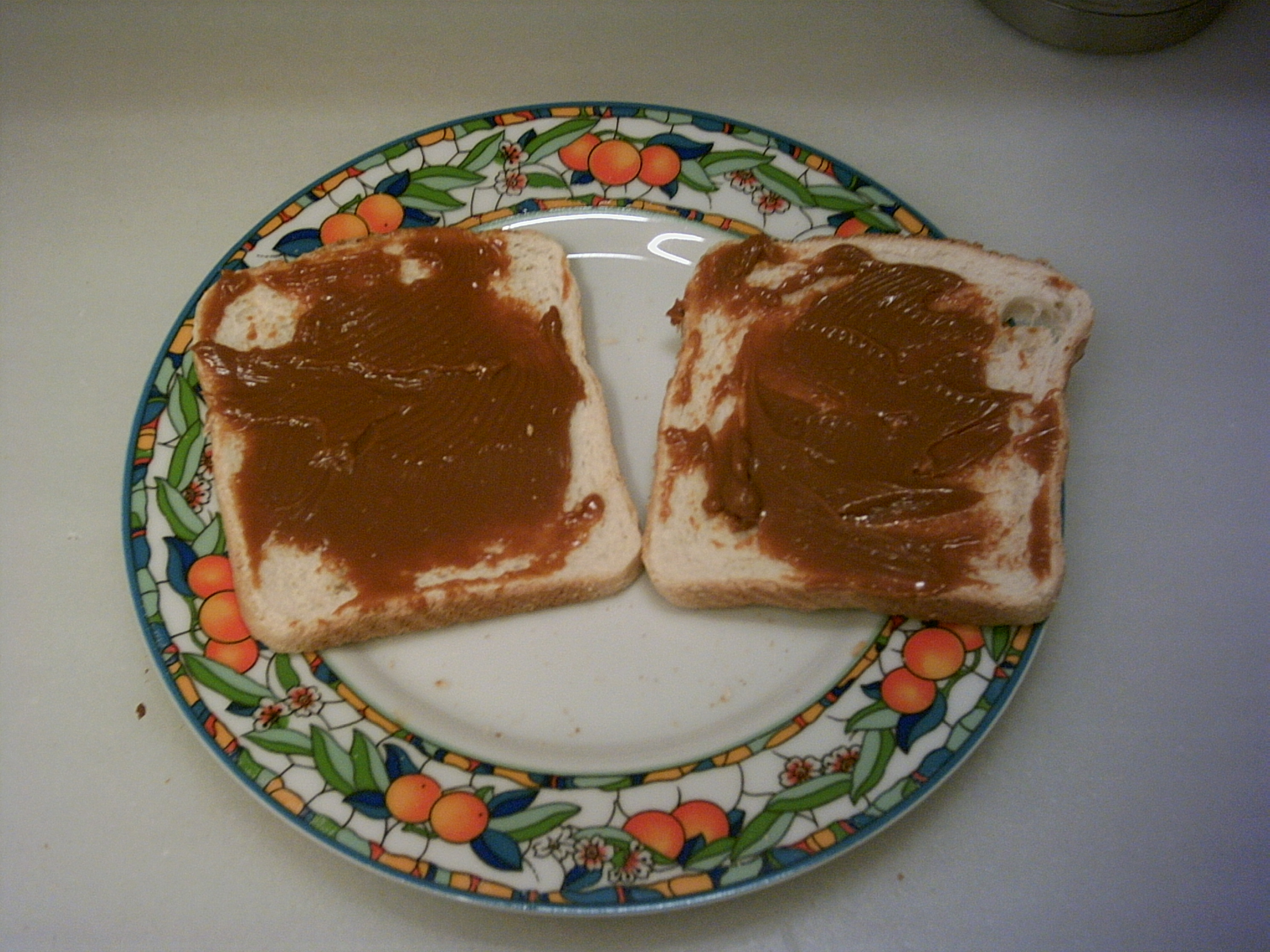
Tostada Uruguayból
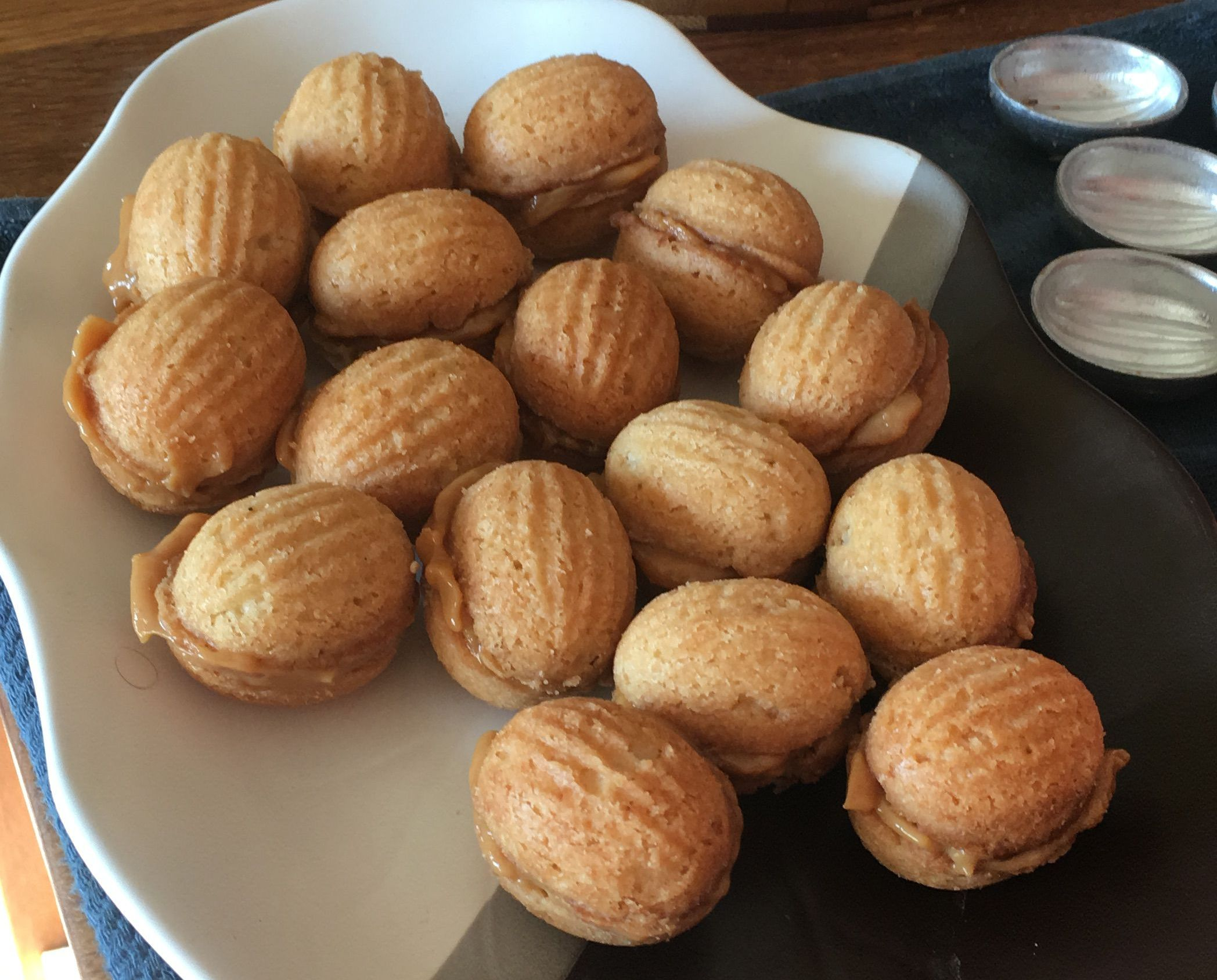
Dió dulce de leche töltelékkel